# Zbysławiec
Zbysławiec [pronunciación en polaco: /zbɨˈswavjɛt͡s/] es un pueblo ubicado en el distrito administrativo de Gmina Rzeczenica, dentro del condado de Człuchów, Voivodato de Pomerania, en el norte de Polonia. Se encuentra a unos 7 kilómetros sureste de Rzeczenica, a 15 kilómetros al noroeste de Człuchów, y a 119 kilómetros al suroeste de la capital regional Gdańsk.